# Pferdekopfschmerle
Die Pferdekopfschmerle (Acantopsis dialuzona, Syn.: Acantopsis choirorhynchos) ist eine Art aus der Familie der Steinbeißer (Cobitidae).
Sie lebt sowohl im Süß- als auch im Brackwasser verschiedener schnellfließender Flüsse und Ströme in Südostasien. Dort besiedelt sie die Bodenregion der leicht unterschiedlichen Habitate. Teilweise findet man sie auch in überfluteten Reisfeldern dieser Region.
Nach Europa wurde die Pferdekopfschmerle zuerst 1929 von Edmund Riechers in Hamburg eingeführt.
Eine der Pferdekopfschmerle sehr ähnliche Art ist die Rüsselschmerle (Acantopsis octoactinotos). Sie unterscheidet sich von der Pferdekopfschmerle durch ihre Kopfform und die Wasserregion, in der sie sich für gewöhnlich aufhält. Sie sind sich jedoch in ihren Verhaltensweisen und Ansprüchen sehr ähnlich.

## Herkunft
Die Pferdekopfschmerle bevorzugt klare, zumeist schnellfließende Gewässer in Südostasien. Hauptsächlich findet man sie in Indien, Indonesien und Vietnam sowie auch im unteren Mekong. Den sandigen oder leicht kiesigen Boden ihrer Ursprungsgewässer durchwühlt sie nach Nahrung und gräbt sich dort auch nahezu komplett ein. Sie ist in der Lage sich farblich an den Untergrund dieser Habitate anzupassen.

## Aussehen und Verhalten
Die Pferdekopfschmerle ist länglich und schmal gebaut und wird bis zu 22 cm lang. Ihr heller, grau bis leicht beigefarbener Körper ist von schwarz-grauen Flecken und Streifen verziert.
Sie ist für gewöhnlich ein einzelgängerischer und nachtaktiver Fisch, der sich Tagsüber nur sehr selten blicken lässt. Anderen Fischen gegenüber verhält sie sich friedlich und kann problemlos vergesellschaftet werden.

## Haltung
Pferdekopfschmerlen können in einem Becken ab 100 cm gehalten werden und benötigen Sand oder feinen Kies. Acantopsis dialuzona ist ein Einzelgänger, der aber in einem Becken ab 120 cm auch paarweise gehalten werden kann. Es sollte genügend Schatten vorhanden sein, in dem sich die Pferdkopfschmerle aufhalten kann. Gut geeignet sind hierfür Höhlen und Schwimmpflanzen. Anstatt Schwimmpflanzen (z. B. Kleine Wasserlinsen) können dafür aber auch andere großblättrige Wasserpflanzen (z. B. Schwertpflanzen) verwendet werden.

## Nahrung
Die Pferdekopfschmerle frisst Mückenlarven, Nematoden, kleine Insektenlarven, Frostfutter und Tablettenfutter. Sie durchwühlt aber auch den Boden nach Fressbarem, wie z. B. Algen.